# Prefecturas de Japón
Se conocen como prefecturas a las 47 jurisdicciones territoriales en las que está dividido Japón: un distrito metropolitano  (都 to?), Tokio; una provincia  (道 dō?), Hokkaidō; dos prefecturas urbanas  (府 fu?), Osaka y Kioto; y 43 prefecturas rurales  (県 ken?). En japonés, esta división territorial se llama de forma habitual todōfuken (都道府県?).
Esta división fue establecida por el gobierno Meiji en 1871 y se conoce como la abolición del sistema Han. Aunque inicialmente fueron creadas unas 300 prefecturas, este número fue disminuyendo hasta un total de 47 en el año 1888. La Ley del Gobierno Local de 1947 otorgó más poder político a las prefecturas, proveyéndolas de la capacidad de escoger gobernadores mediante elecciones locales. En el 2003, el primer ministro Jun'ichirō Koizumi propuso la unión de prefecturas en 10 regiones que poseerían más autonomía que las actuales prefecturas, pero no se implementó.
Según la ley antes mencionada cada prefectura se subdivide en ciudades  (市 shi?), pueblos  (町 machi/chō?), villas  (村 mura?) y distritos rurales  (郡 gun?) que aglutinan una o varias poblaciones (machi y/o mura). Algunas prefecturas tienen más delegaciones  (支庁 shichō?) que llevan a cabo funciones administrativas de la prefectura fuera de la capital. En Hokkaidō, estas delegaciones se llaman subprefecturas.

## Prefecturas de Japón
La tabla se ha ordenado por criterios geográficos, siguiendo las regiones del país de norte a sur, conforme reflejan los códigos ISO de las distintas prefecturas (ver mapa al final del artículo).
| º    |      |       |       |  |                         |          |            |                   |                 |            |                          |                     |           |            |
| ---- | ---- | ----- | ----- |  | ----------------------- | -------- | ---------- | ----------------- | --------------- | ---------- | ------------------------ | ------------------- | --------- | ---------- |
| Área | Pob. | Dens. | ISO   |  | Prefectura              | Japonés  | Capital    | Región            | Isla            | Área (km²) | Población (hab. en 2017) | Densidad (hab./km²) | Distritos | Municipios |
| 01   | 07   | 47    | JP-01 |  | Prefectura de Hokkaidō  | 北海道   | Sapporo    | Hokkaidō          | Hokkaidō        | 83 452,47  | 5 348 102                | 64                  | 66        | 212        |
| 08   | 28   | 41    | JP-02 |  | Prefectura de Aomori    | 青森県   | Aomori     | Región de Tōhoku  | Honshū          | 9606,26    | 1 282 545                | 133                 | 8         | 67         |
| 02   | 30   | 46    | JP-03 |  | Prefectura de Iwate     | 岩手県   | Morioka    | Región de Tōhoku  | Honshū          | 15 278,51  | 1 259 008                | 82                  | 12        | 59         |
| 17   | 15   | 19    | JP-04 |  | Prefectura de Miyagi    | 宮城県   | Sendai     | Región de Tōhoku  | Honshū          | 6861,51    | 2 318 675                | 318                 | 15        | 71         |
| 06   | 35   | 45    | JP-05 |  | Prefectura de Akita     | 秋田県   | Akita      | Región de Tōhoku  | Honshū          | 11 612,11  | 999 636                  | 86                  | 9         | 69         |
| 09   | 33   | 42    | JP-06 |  | Prefectura de Yamagata  | 山形県   | Yamagata   | Región de Tōhoku  | Honshū          | 9323,34    | 1 105 057                | 119                 | 9         | 44         |
| 03   | 17   | 40    | JP-07 |  | Prefectura de Fukushima | 福島県   | Fukushima  | Región de Tōhoku  | Honshū          | 13 782,54  | 1 886 317                | 137                 | 15        | 90         |
| 23   | 11   | 12    | JP-08 |  | Prefectura de Ibaraki   | 茨城県   | Mito       | Región de Kantō   | Honshū          | 6095,62    | 2 969 770                | 490                 | 14        | 84         |
| 20   | 20   | 22    | JP-09 |  | Prefectura de Tochigi   | 栃木県   | Utsunomiya | Región de Kantō   | Honshū          | 6408,28    | 1 962 433                | 306                 | 7         | 49         |
| 21   | 19   | 21    | JP-10 |  | Prefectura de Gunma     | 群馬県   | Maebashi   | Región de Kantō   | Honshū          | 6363,16    | 1 962 839                | 308                 | 12        | 70         |
| 39   | 05   | 04    | JP-11 |  | Prefectura de Saitama   | 埼玉県   | Saitama    | Región de Kantō   | Honshū          | 3767,09    | 6 938 004                | 1827                | 9         | 90         |
| 27   | 06   | 06    | JP-12 |  | Prefectura de Chiba     | 千葉県   | Chiba      | Región de Kantō   | Honshū          | 5156,15    | 6 244 033                | 1211                | 9         | 80         |
| 45   | 01   | 01    | JP-13 |  | Tokio                   | 東京都   | Shinjuku   | Región de Kantō   | Honshū          | 2187,08    | 13 686 371               | 6256                | 1         | 39         |
| 43   | 03   | 03    | JP-14 |  | Prefectura de Kanagawa  | 神奈川県 | Yokohama   | Región de Kantō   | Honshū          | 2415,42    | 8 489 932                | 3515                | 7         | 37         |
| 05   | 14   | 35    | JP-15 |  | Prefectura de Niigata   | 新潟県   | Niigata    | Región de Chūbu   | Honshū          | 12 582,37  | 2 270 264                | 180                 | 16        | 111        |
| 33   | 38   | 26    | JP-16 |  | Prefectura de Toyama    | 富山県   | Toyama     | Región de Chūbu   | Honshū          | 4247,22    | 1 056 925                | 249                 | 7         | 35         |
| 35   | 36   | 23    | JP-17 |  | Prefectura de Ishikawa  | 石川県   | Kanazawa   | Región de Chūbu   | Honshū          | 4185,32    | 1 146 693                | 274                 | 8         | 41         |
| 34   | 43   | 34    | JP-18 |  | Prefectura de Fukui     | 福井県   | Fukui      | Región de Chūbu   | Honshū          | 4188,76    | 778 598                  | 186                 | 10        | 35         |
| 32   | 41   | 31    | JP-19 |  | Prefectura de Yamanashi | 山梨県   | Kofu       | Región de Chūbu   | Honshū          | 4465,37    | 823 835                  | 184                 | 8         | 64         |
| 04   | 16   | 39    | JP-20 |  | Prefectura de Nagano    | 長野県   | Nagano     | Región de Chūbu   | Honshū          | 12 598,48  | 2 077 466                | 153                 | 16        | 120        |
| 07   | 18   | 33    | JP-21 |  | Prefectura de Gifu      | 岐阜県   | Gifu       | Región de Chūbu   | Honshū          | 10 598,18  | 2 013 742                | 190                 | 17        | 99         |
| 13   | 10   | 13    | JP-22 |  | Prefectura de Shizuoka  | 静岡県   | Shizuoka   | Región de Chūbu   | Honshū          | 7328,61    | 3 675 267                | 472                 | 12        | 74         |
| 28   | 04   | 05    | JP-23 |  | Prefectura de Aichi     | 愛知県   | Nagoya     | Región de Chūbu   | Honshū          | 5153,81    | 7 505 526                | 1437                | 15        | 88         |
| 25   | 23   | 20    | JP-24 |  | Prefectura de Mie       | 三重県   | Tsu        | Región de Kansai  | Honshū          | 5760,72    | 1 800 703                | 312                 | 14        | 69         |
| 38   | 31   | 18    | JP-25 |  | Prefectura de Shiga     | 滋賀県   | Otsu       | Región de Kansai  | Honshū          | 4017,36    | 1 410 833                | 351                 | 11        | 50         |
| 31   | 13   | 10    | JP-26 |  | Prefectura de Kioto     | 京都府   | Kioto      | Región de Kansai  | Honshū          | 4612,93    | 2 602 029                | 564                 | 12        | 44         |
| 46   | 02   | 02    | JP-27 |  | Prefectura de Osaka     | 大阪府   | Osaka      | Región de Kansai  | Honshū          | 1893,18    | 8 826 276                | 4647                | 5         | 44         |
| 12   | 08   | 08    | JP-28 |  | Prefectura de Hyōgo     | 兵庫県   | Kōbe       | Región de Kansai  | Honshū          | 8392,42    | 5 502 755                | 655                 | 19        | 88         |
| 40   | 29   | 14    | JP-29 |  | Prefectura de Nara      | 奈良県   | Nara       | Región de Kansai  | Honshū          | 3691,09    | 1 351 143                | 366                 | 8         | 47         |
| 30   | 39   | 29    | JP-30 |  | Prefectura de Wakayama  | 和歌山県 | Wakayama   | Región de Kansai  | Honshū          | 4725,55    | 947 406                  | 200                 | 7         | 50         |
| 41   | 47   | 37    | JP-31 |  | Prefectura de Tottori   | 鳥取県   | Tottori    | Región de Chūgoku | Honshū          | 3507,19    | 565 936                  | 161                 | 6         | 39         |
| 18   | 46   | 44    | JP-32 |  | Prefectura de Shimane   | 島根県   | Matsue     | Región de Chūgoku | Honshū          | 6707,32    | 687 496                  | 102                 | 12        | 59         |
| 15   | 21   | 24    | JP-33 |  | Prefectura de Okayama   | 岡山県   | Okayama    | Región de Chūgoku | Honshū          | 7008,63    | 1 909 361                | 268                 | 18        | 78         |
| 11   | 12   | 17    | JP-34 |  | Prefectura de Hiroshima | 広島県   | Hiroshima  | Región de Chūgoku | Honshū          | 8476,95    | 2 828 654                | 334                 | 15        | 86         |
| 22   | 25   | 28    | JP-35 |  | Prefectura de Yamaguchi | 山口県   | Yamaguchi  | Región de Chūgoku | Honshū          | 6110,76    | 1 388 807                | 227                 | 11        | 56         |
| 36   | 44   | 32    | JP-36 |  | Prefectura de Tokushima | 徳島県   | Tokushima  | Región de Shikoku | Isla de Shikoku | 4145,26    | 744 837                  | 180                 | 10        | 50         |
| 47   | 40   | 11    | JP-37 |  | Prefectura de Kagawa    | 香川県   | Takamatsu  | Región de Shikoku | Isla de Shikoku | 1861,70    | 967 504                  | 520                 | 7         | 43         |
| 26   | 27   | 27    | JP-38 |  | Prefectura de Ehime     | 愛媛県   | Matsuyama  | Región de Shikoku | Isla de Shikoku | 5676,44    | 1 367 077                | 241                 | 11        | 70         |
| 14   | 45   | 43    | JP-39 |  | Prefectura de Kōchi     | 高知県   | Kochi      | Región de Shikoku | Isla de Shikoku | 7104,70    | 715 374                  | 101                 | 7         | 53         |
| 29   | 09   | 07    | JP-40 |  | Prefectura de Fukuoka   | 福岡県   | Fukuoka    | Kyūshū            | Kyūshū          | 4971,01    | 5 098 153                | 1026                | 17        | 97         |
| 42   | 42   | 16    | JP-41 |  | Prefectura de Saga      | 佐賀県   | Saga       | Kyūshū            | Kyūshū          | 2439,23    | 824 030                  | 334                 | 8         | 49         |
| 37   | 26   | 15    | JP-42 |  | Prefectura de Nagasaki  | 長崎県   | Nagasaki   | Kyūshū            | Kyūshū          | 4092,80    | 1 357 270                | 331                 | 9         | 79         |
| 16   | 22   | 25    | JP-43 |  | Prefectura de Kumamoto  | 熊本県   | Kumamoto   | Kyūshū            | Kyūshū          | 6908,45    | 1 765 940                | 239                 | 11        | 94         |
| 24   | 34   | 30    | JP-44 |  | Prefectura de Ōita      | 大分県   | Oita       | Kyūshū            | Kyūshū          | 5804,24    | 1 156 503                | 182                 | 12        | 58         |
| 19   | 37   | 38    | JP-45 |  | Prefectura de Miyazaki  | 宮崎県   | Miyazaki   | Kyūshū            | Kyūshū          | 6684,67    | 1 089 500                | 141                 | 8         | 44         |
| 10   | 24   | 36    | JP-46 |  | Prefectura de Kagoshima | 鹿児島県 | Kagoshima  | Kyūshū            | Kyūshū          | 9132,42    | 1 627 435                | 178                 | 12        | 96         |
| 44   | 32   | 09    | JP-47 |  | Prefectura de Okinawa   | 沖縄県   | Naha       | Kyūshū            | Islas Ryūkyū    | 2271,30    | 1 436 683                | 633                 | 5         | 53         |